# Orso I Partecipazio
Orso I Partecipazio – doża Wenecji od 864 do ok. 881.
W 865 roku doża ofiarował cesarzowi bizantyjskiemu Michałowi III dzwon, umieszczony później na dzwonnicy w kościele Hagia Sofia (zniszczony w 1453 po zajęciu przez Turków). Dzwon ten był pierwszym dzwonem ustawionym we wschodniej Europie.